# Намибийский сельскохозяйственный союз
Намибийский сельскохозяйственный союз (англ. Namibia Agricultural Union) — объединение фермеров в Намибии. Намибийский сельскохозяйственный союз входит в Международную федерацию сельскохозяйственных производителей.

## История
Намибийский сельскохозяйственный союз был создан в 1987 году для отстаивания прав фермеров Намибии. Изначально лидером организации был Жан де Вет, а после его смерти в 2011 году пост главы занял Раймар фон Хасе. В 2012 году главой Намибийского сельскохозяйственного союза стал Дерек Райт. В данный момент организацию возглавляет Райн Ван Дер Мерв. Один из членов организации, Поль Смит, является советником президента Хаге Гейнгоба по вопросам сельского хозяйства.